# Мая Лин
Мая Ин Лин (на английски: Maya Ying Lin) е американска архитектка, дизайнерка и скулпторка.
Родена е на 5 октомври 1959 година в Атънс, щата Охайо, в семейство на китайски имигранти от Фудзиен, които са университетски преподаватели по изкуство. През 1986 година защитава магистратура по архитектура в Йейлския университет. Още като студентка тя получава широка известност, след като печели национален конкурс и по неин дизайн е изградена стената на Мемориала на ветераните от Виетнам във Вашингтон. Проектът първоначално предизвиква спорове със своя минималистичен дизайн, но впоследствие е сочен като един от образците на минималистичната архитектура. След това продължава да работи активно в областта на монументалната скулптура, както и върху скулптури и инсталации в обществени сгради и пространства.